# ゲイリー・グラフマン
ゲイリー・グラフマン（Gary Graffman, 1928年10月14日 - ）は、アメリカ合衆国のピアニスト、音楽教師。存命する最高のピアニストの一人とみなされている。

## 人物・来歴
ロシア系ユダヤ人を両親に、ニューヨーク市に生まれる。
3歳でピアノを始め、7歳でカーティス音楽院に入学、ヨゼフ・ホフマン等に師事する。10年後に卒業し、ユージン・オーマンディ指揮するフィラデルフィア管弦楽団と共演して、デビューを果たした。20歳になるまでに、アメリカ合衆国の内外でソリストとして名声を馳せる。1948年にレーヴェントリット賞を受賞。
デビュー時からピアニストとして成功の道のりを歩んでいたが、ウラジーミル・ホロヴィッツとルドルフ・ゼルキンのもとでさらに研鑽を積む。この間に、多くのオーケストラと共演し、マルボロ音楽祭などでの音楽会やリサイタルにも出演した。それから30年以上にわたって、演奏旅行や録音を積極的に行い、世界中のオーケストラと共演を重ねた。
その後、1979年に右手が故障するが、この時期から、文筆や写真・東洋美術など、他の関心を追究した。1980年にカーティス音楽院の教職員に迎えられ、教育活動に着手。1993年にネッド・ローレムの《ピアノ協奏曲 第4番》を初演。これは特に左手のために作曲されている。その後もグラフマンのために作曲された多くの作品を、過去10年間にわたって初演してきた。
長年にわたって音楽に専念・献身してきた功労により、フィラデルフィアやニューヨークなどの都市や、ペンシルベニア州政府などから様々な名誉や、名誉学位を授与されている。
教育者としては、ピアノだけでなく、室内楽演奏の指導にも携わっている。有名な門人には、中国出身のラン・ランやユジャ・ワン、中国系アメリカ人のクレア・フアンチ等がいる。グラフマンに師事したことにより、彼らはホロヴィッツの孫弟子という自負を持ち、ホロヴィッツ編曲による「カルメン幻想曲」「星条旗よ永遠なれ」「死の舞踏」「結婚行進曲」等を演奏している。また、グラフマンはヴァイオリニストのヒラリー・ハーンの室内楽の師でもある。
1995年からカーティス音楽院院長を務めてきたが、2005年度の学期末をもって退任の意思を示している。だが、引き続きピアノ科教授の一員として活動することになっている。